# بيول (مغنية)
كيم غو-أون (بالكورية: 김고은؛ وُلدت في 22 أكتوبر 1983)، المعروفة باسمها الفني بيول (بالكورية: 별؛ وتعني حرفيًا "نجمة")، هي مغنية كورية جنوبية. بدأت مسيرتها الفنية في عام 2002 بألبوم بعنوان "31 ديسمبر".

## المسيرة الفنية
صدر ألبومها الأول في 10 أكتوبر 2002.
وفي نهاية يناير 2009، أُعلن أن ألبومها الخامس Primary سيصدر في الشهر التالي. وقد وُزِّعت ملصقات تشويقية في متاجر 7-11.